# Farighúnida
La dinastia Farighúnida (persa Al-e Farigun) fou una dinastia que va governar Guzgan o Guzganan (a l'est de Khurasan) que va existir al segle x fins a la conquesta del territori pels gaznèvides al començament del segle xi. Porta el nom per l'ancestre Farighun (persa Faridun o Afridun). El eponim hauria fundat una ciutat anomenada Ribat-i Afrigun prop d'Andkhuy al nord de Guzgan segurament al segle ix.
Del Guzgan abans del segle x se sap molt poca cosa. Al-Tabari, parlant dels anys 709, 737 i 739, diu que estava governat per una dinastia de governants locals (reietons o potentats) en temps de la invasió musulmana a l'Àsia central i que van donar suport a Tarkhan Nizak contra el general àrab Kutayba ibn Muslim, i uns anys més tard a Asad ibn Abd Allah al-Kasri contra el rebel al-Harith ibn Suraydj. Aquestos governants devien ser d'arrel heftalita (com Tarkhan Nizak). Al-Tabari els esmenta com governants de Guzgan, al-Djuzdjani i al-Djuzdjan; Ibn Kurdadbih els dona el títol de Guzgan-kudah. La relació d'aquests governants amb els farighúnides és desconeguda.
Ahmad ibn Farighun és el primer príncep a ser esmentat. El 898 va reconèixer la sobirania dels samànides. Junt amb l'emir banijúrida o abudawúdida de Balkh i Tukharistan va respondre a l'ofensiva militar del safàrida Amr I ibn al-Layth vers el 900. Narsaki l'esmenta com un sobirà local amb el mateix rang que l'emir samànida. A la batalla a la riba de l'Oxus, prop de Balkh, l'abril del 901, Amr I ibn al-Layth fou derrotat i fet presoner i el seu imperi es va dissoldre i després d'aquest moment els governants de Guzgan segurament van passar a ser vassalls dels samànides junt amb altres petits principats de l'alt Oxus.
Guzgan desapareix de les cròniques durant unes dècades i reapareix sota Abu l-Harith Muhammad ibn Ahmad ibn Farighun, que va tenir un llarg regnat. Una de les seves filles es va casar amb l'emir samànida Nuh II ben Mansur (976-997) vers el 976 o poc després. En aquest temps, segons el Hudud al-alam, les regions de Garcistan (Ḡaṛčestān) i Gur (Ghor, Ghur o Gor) depenien de la seva autoritat sota petits senyors locals anomenats mehtaran, com també els senyors de Rīvšārān a la regió de Gur, i pagaven el tribut anyal o mukataa; algun districte proper a Gur tenia governadors directes (kardar) farighúnides com Manshan; els àrabs nòmades de les estepes a l'esquerra de l'Oxus també obeïen al príncep farighúnida, que nomenava al seu cap i els cobrava un tribut.
Al final del segle x es van produir complicades lluites entre els governadors rivals samànides al Khurasan i els seus sobirans. Poc després del 990 el farighúnida Abu l-Harith (el pare era Abu'l Harith Muhammad i el fill Abu'l Harith Ahmad, però més probablement es tractava del fill) fou enviat al Khurasan a lluitar contra Faik Kassa, general turc dels samànides que s'havia revoltat, però fou derrotat pel rebel, aliat als àrabs. El 995 Abu l-Harith Ahmad es va implicar en el servei de Sebuktegin i del seu fill Mahmud (futur Mahmud de Gazni), que ara governaven Khurasan; les forces d'Abu l-Harith van arribar junt a les de Sebuktegin i de Mahmud a Herat on estava els rebels Faik Kassa i Abu Ali al-Simdjuri. Fou en aquest temps que Mahmud ben Sebuktegin es va casar amb una filla d'Abu l-Harith, i una germana de Mahmud es va casar amb el fill d'Abu l-Harith, de nom Abu Nasr Muhammad, amb els quals es van crear lligams de parentiu entre la família de Sebuktegin i la dels farighúnides.
Sebuktegin va morir el 997 i els seus dos fills Mahmud i Ismail es van disputar la successió; Abu'l Harith Ahmad va donar suport al seu gendre. Mahmud en va sortir triomfant (998) i va enviar a Ismail en confinament sota la custòdia del seu sogre a Guzgan. En aquest temps Guzgan i les seves dependencies de Garcistan, Caganiyan i Kuttal van quedar més vinculades a l'òrbita de Gazni.
Abu l-Harith Ahmad ibn Muhammad va morir a l'entorn de l'any 1000 (en tot cas abans del 1008) i després apareix el seu fill que segurament es deia Abu Nasr Muhammad ibn Ahmad però que Abu Nasr al Utbí esmenta com Abu l-Nasr Ahmad ibn Muhammad, que va conservar el poder sota sobirania gaznèvida fins a la seva mort el 1010/1011. Abu Nasr Muhammad va acompanyar a Mahmud en diverses expedicions i una filla seva es va casar amb el fill de Mahmud, Muhammad (príncep Abu Ahmad Muhammad). Quan Abu Nasr Muhammad va morir se sap que tenia almenys un fill, Hasan, però segurament no en tenia cap d'edat suficient per a la successió. Un Farighun ibn Muhammad (segurament germà d'Abu l-Harith Ahmad ibn Muhammad) que és esmentat per al-Utbí, que diu que fou enviat per Mahmud de Gazni el 1004 o 1005 a perseguir al darrer samànida Ismail II ben Nuh al-Muntasir (999-1005), podria haver governat per un temps després del 1011 (directament o com a regent), però no es pot assegurar res per manca de dades. Abu Nasr Muhammad fou del cercle més proper de Mahmud i va lluitar al centre en la batalla de la plana de Katar, prop de Balkh contra els kans karakhànides Ilek Nasr ibn Ali i Kadir Khan Yusuf, que envaïen el Khurasan (1008); el 1009 va acompanyar a Mahmud a la seva campanya a l'Índia contra la fortalesa de Bhimnagar; una de les seves filles es va casar amb Muhammad ben Mahmud (designat hereu i que en algun moment -potser vers el 1015- hauria rebut el govern de Guzgan, sent després sultà breument el 1030).
El darrer farighúnida esmentat (després del 1011) es deia Hasan i és descrit com el jove fill de l'amir de Guzgan, jove company dels prínceps gaznèvides Muhammad i Masud, però probablement ja no va regnar doncs el Guzgan va ser incorporat directament al domini gaznèvida sent nomenat governador Muhammad ben Mahmud, que per la seva dona tenia vincles amb la regió, i que va governar aparentment amb justícia i benevolència, fins al 1030.

## Llista de sobirans
Markwart va elaborar una llista de governants. Al-Utbí dona algunes referències però molt confoses i discordants de manera que no es pot reconstruir la linea dinastica. També Minorski va intentar construir un arbe grenealogic. El resultat final fins als coneixements actuals dona la següent llista:
- Afrighun o Farighun segle ix
- Aḥmad ibn Farighun vers 900
- Desconegut o desconeguts
- Abu l-Ḥareth Moḥammad ibn Ahmad ibn Farighun, meitat del segle X-vers 990
- Abu l-Ḥareth Ahmad ibn Muhammad vers 990-1000
- Abū Naṣr Muhammad vers 1000 o 1005-1010/1011
- Hasan ? 1011
- Farighun ibn Muhammad? vers 1011-1015 (regent ?)